# Alberto Javier Alderete
Alberto Javier Alderete (Rosario de Lerma, 19 de julio de 1947) es un abogado y político argentino que se desempeñó como Intendente de la Ciudad de Salta entre 1985 y 1986 y entre 1987 y 1991.

## Biografía
Nació en Rosario de Lerma el 19 de julio de 1947.  Egresó de la Universidad del Norte Santo Tomás de Aquino, en San Miguel de Tucumán, con el título de abogado el 30 de abril de 1973. Luego fue asesor de la Cámara de Senadores de la Provincia de Salta y asesor letrado de la municipalidad de Rosario de Lerma.  El 30 de septiembre de 1975 fue designado juez de instrucción a cargo del Juzgado de Instrucción de 2º nominación, del distrito judicial del centro, hasta el 14 de abril de 1976.
Con el advenimiento de la democracia el 10 de diciembre de 1983, el gobernador Roberto Romero lo designó jefe de la policía. El 22 de noviembre de 1985 fue designado Intendente municipal de Salta, luego ministro de gobierno, justicia y educación cargo al que renunció para ser intendente de la ciudad de Salta.
En 1987 es elegido como intendente de la Ciudad de Salta por el voto directo de los vecinos por primera vez en la historia de la ciudad, hasta ese momento los intendentes eran designados por el gobernador provincial. Su mandato al frente de la comuna se extendería hasta 1991 cuando Alderete dejaría de ocupar cargos políticos y se dedicaría a su vida profesional como abogado.
En 2019 volvería a aparecer su nombre en los primeros planos luego de que en la ciudad se intentase construir un complejo turístico en una de las laderas del cerro. Esa parte es considerada Área de Interés Especial - parque natural (AIE-PN) pero de todas maneras los propietarios de varias hectáreas quisieron construir el complejo, pidiendo autorización al Concejo Deliberante de la Ciudad de Salta. Alberto Javier Alderete era el propietario del 47% de las tierras, había adquirido las mismas por $ 150.000 (ciento cincuenta mil pesos) el equivalente a un auto usado en ese momento. Finalmente el Concejo de Salta no daría lugar a las pretensiones del grupo Ragone y de Alderete para construir el complejo Hilton.